# صواريخ سام النرويجية المتقدمة
صواريخ سام النرويجية المتقدمة (بالإنجليزية: NASAMS) هو نظام دفاع جوي متوسط المدى يرتكز على الشبكة صُمِّمَ وطُوِّر بشكل مشترك من قِبل رايثيون وكونغسبيرغ لصناعة الدفاع والطيران، بشكل أساسي للقوات الجوية الملكية النرويجية.

يمكن نشرهذا النظام للكشف وتتبع والاشتباك وتدمير الطائرات ثابتة الجناح والمروحيات وصواريخ كروز والمركبات الجوية بدون طيار، وكذلك حماية المواقع عالية القيمة والمراكز السكانية الكبيره من التهديدات الجويه.

أبرمت شركتي رايثيون وكونغسبيرغ اتفاقية مدتها 10 سنوات في يونيو 2015 لتوسيع شراكتهما في صواريخ سام النرويجية المتقدمة حتى عام 2025.

## التصميم والمكونات
يتميز نظام صواريخ سام النرويجية المتقدمة بهندسة معمارية مفتوحة ومرتكزة على الشبكة توفر إمكانية بقاء متزايدة ضد التدابير المضادة الإلكترونية. يمكن لنظام الدفاع الجوي هذا من الاشتباك مع 72 هدفا في وقت واحد في ألاوضاع الفعالة والسلبية.

الصاروخ الأساسي للنظام هو إيه آي إم-120 أمرام (مدى الصاروخ عندما يطلق من الأرض يتراوح بين 15-25 كم حسب نوع النسخة).

تتكون المنظومه من رادار المراقبة والاستطلاع إم بي كيو-64 إف 1 سنتينل من إنتاج شركة رايثيون وهو رادار عالي الدقة وذي الإشعاع ثلاثي الابعاد للكشف عن الاهداف الجوية وتتبعها.

تم تجهيز نظام الصواريخ أيضًا بمنصات اطلاق صواريخ إيه آي إم-120 أمرام وجهاز استشعار إلكتروبصري وجهاز إستشعار يعمل بالأشعة تحت الحمراء وشبكة اتصالات في الوقت الحقيقي وأداة تخطيط مهمة مدمجة وقائمة بذاتها.

يمكن لمنظومة صواريخ سام النرويجية المتقدمة اطلاق صواريخ أخرى غير إيه آي إم-120 أمرام: مثل AIM-9X Sidewinder و Evolved Sea Sparrow Missile ESSM. 

تم تجهيز منظومة صواريخ سام النرويجية المتقدمة بثلاث منصات إطلاق متعددة المهام، يحمل كل منها ما يصل إلى ستة صواريخ جاهزة لإطلاق من داخل حاويات واقية.

يتميز النظام بقدرة دفاعية بزاوية 360 درجة وهو مناسب للعمليات ليلًا ونهارًا في جميع الأحوال الجوية.

## القيادة والسيطرة

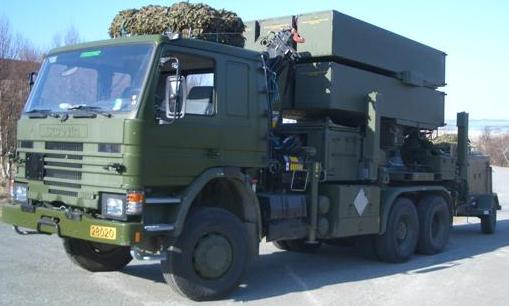
النظام على شاحنة سكانيا

تم تزويد صواريخ سام النرويجية المتقدمة بمركز توزيع النيران (FDC) مع وحدة للقياده والسيطرة للقيام بوظائف إدارة المعركة والتحكم والاتصالات وأجهزة الكمبيوتر والاستخبارات (BMC4I). كما أنها تستخدم لإدارة ارتباط البيانات، وتحديد المسار والارتباط وتقييم التهديد، وتوزيع الأسلحة وتقييم القتل.
يتم توصيل مركز توزيع النيران (FDC) والرادارات باستخدام وصلات البيانات Link 16 و JRE و Link 11 و Link 11B و LLAPI و ATDL-1.

## النسخ
نسخة صواريخ سام النرويجية المتقدمة II : (بالإنجليزية: NASAMS II) نسخة مطورة ويستخدم رادارات جديدة و 12 قاذفة صواريخ للاشتباك مع الأهداف وتدميرها بشكل أسرع.

تعمل هذه النسخة من النظام منذ عام 2007 وتم طلبه من قبل عدد من الدول.

## الدول المشغلة

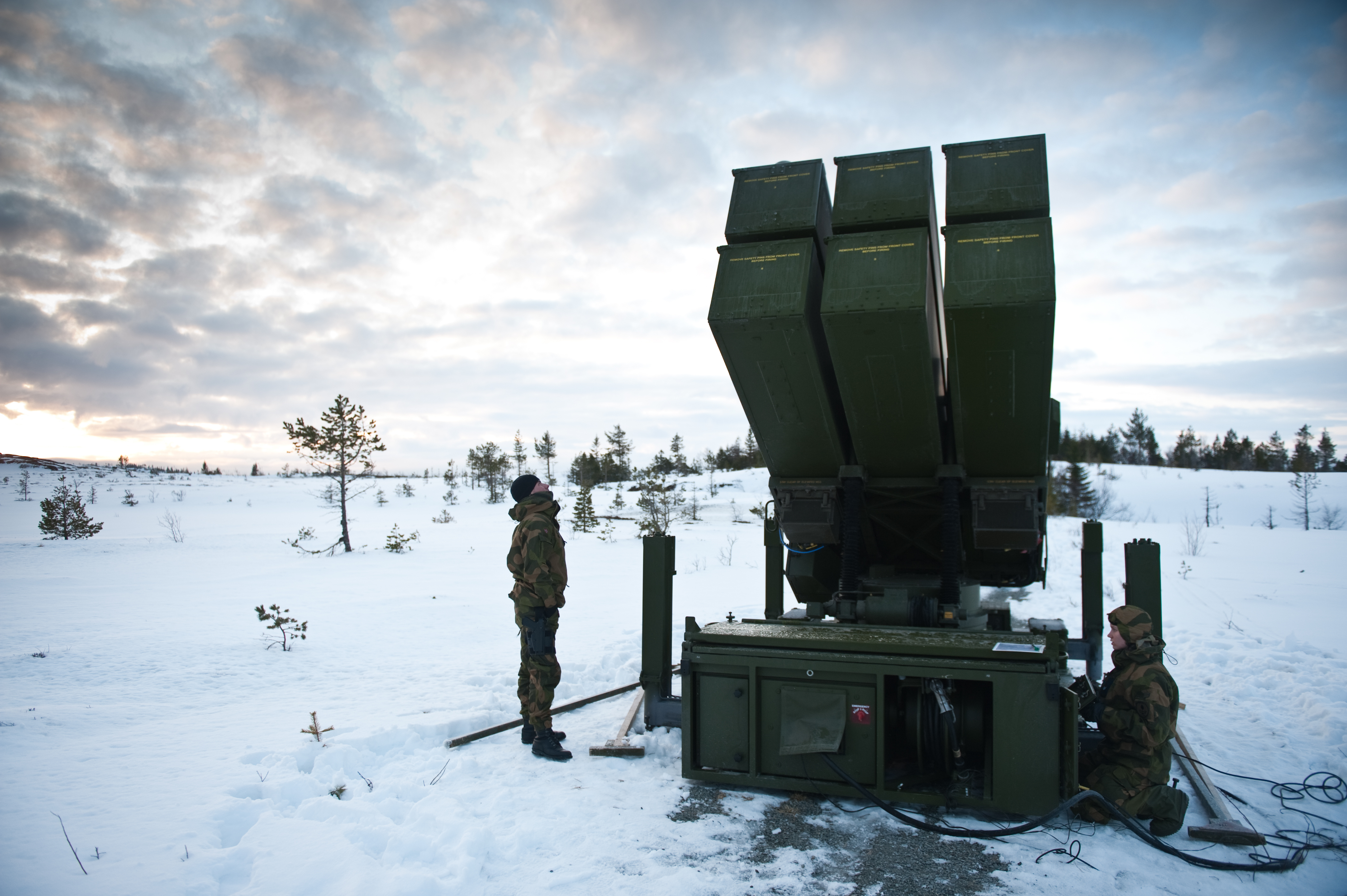
منصات الاطلاق

مصر
 الكويت

 تشيلي تم طلبه منذ العام 2011.

 فنلندا تم اختياره منذ العام 2009.

 ليتوانيا استلمت أول منظومة في 19 يونيو 2020.

 النرويج.

 هولندا تمتلك بطاريتين من النظام.

 إسبانيا تمتلك النظام من 2003.

 الولايات المتحدة.

 عُمان.

 قطر.

 أستراليا.

 المجر.

## زبائن محتملين
الهند.

 تركيا.

 اليونان.

 السويد.

 بولندا.